# Nebula Genomics
Nebula Genomics はカリフォルニア州サンフランシスコに所在する個人ゲノミクスの会社である。この企業は全ゲノム解析のサービスを提供している。

## 歴史
Nebula Genomics は2018年、ハーバード大学医学大学院の遺伝学者 George Church により共同設立された。2018年8月、Nebula Genomics はコースラ・ベンチャーズによる430万ドルのシード資金調達ラウンドを発表した 2019年9月、Nebula Genomics は最初の匿名ゲノム検査サービスを立ち上げた。2020年2月、Nebula Genomics は高網羅な全ゲノム解析を299ドルで国際的に提供し始めた なお、このサービスは Nebula Explore のサブスクリプションを必要とする。そのため、その総費用は499ドルとなる。

## 技術
Nebula Genomics は制御可能で透過的で安全なゲノムデータの共有を可能とする技術を開発する。 また、ゲノムデータセットのプライバシー維持解析のためのアプローチも開発している。

## 賞
2019年、Nebula Genomics はサウス・バイ・サウスウエストフェスティバルの一部であるSXSW Pitchコンベンションの「Best-in-Show」賞を受賞した。